# Киселёв, Иван Иванович
Ива́н Ива́нович Киселёв (10 (23) сентября 1917 — 12 июля 2004) — советский государственный деятель, специалист и организатор отечественного автомобилестроения, Генеральный директор Горьковского автомобильного завода c 1958 по 1983 год. Член ЦК КПСС (1961—1986), делегат XXII - XXVI съездов КПСС, депутат Верховного Совета РСФСР. Герой Социалистического Труда (1966). Лауреат Ленинской премии (1966) и Государственной премии СССР (1970). Почётный гражданин города Горького.

## Биография
Родился в волжском городе Юрьевце Костромской губернии (ныне Ивановской области).
Окончил среднюю школу в 1932 году и поступил в Горьковский автомеханический техникум, а затем в Горьковский политехнический институт.
Работал на Горьковском автомобильном заводе с 1937 года на следующих должностях:
- технолог по эксплуатации режущего инструмента,
- начальник бюро нормативов,
- старший инспектор технического надзора,
- начальник технадзора,
- начальник инструментального сектора,
- заместитель начальника и начальник цеха режущего инструмента инструментально-штампового корпуса,
- заместитель начальника моторного корпуса по технической части,
- заместитель инженера по подготовке производства,
- главный инженер, заместитель директора завода (1954—1958 гг.).

В 1958—1983 годах — директор Горьковского автомобильного завода.
Умер 12 июля 2004 г. в Нижнем Новгороде. Похоронен на Старо-Автозаводском кладбище в Нижнем Новгороде.

## Награды и звания
• Герой Социалистического Труда (22.08.1966);

• Медаль «Серп и молот» (22.08.1966);

• 3 ордена Ленина (22.08.1966, 05.04.1971, 31.03.1981);

• Орден Октябрьской революции (11.03.1976);

• Орден Трудового Красного Знамени (09.01.1952);

• Медаль «За трудовую доблесть» (16.09.1945).

## Память
В 2006 г. именем И. И. Киселева названа площадь перед Дворцом культуры ОАО «ГАЗ», на которой установлен его бюст.
В 2017 году «Почта России» к 85-летию Горьковского автозавода выпустили юбилейные почтовые конверты с портретом И.И. Киселева.